# Johann von Hinke
Johann Edler von Hinke (ur. 3 czerwca 1837 w Weronie, zm. 24 marca 1904 w Wiedniu) – oficer Kaiserliche und Königliche Kriegsmarine w stopniu wiceadmirała, komendant portu wojennego i bazy marynarki w Poli.

## Życiorys
W 1853 roku ukończył naukę w Akademii Marynarki w Poli. Uczestniczył w starciach morskich wojny francuko-austriackiej 1859 roku. W 1861 roku awansował na kapitana marynarki (niem. Linienschiffsleutnant). Od 1862 roku dowodził kanonierkami SMS „Wespe”. W trakcie wojny prusko-austriackiej, dowodząc kanonierką SMS „Deutschmeister”, brał udział w bitwie pod Lissą. W 1869 roku uczestniczył w tłumieniu rozruchów w południowej Dalmacji. W 1874 roku awansował na stopień komandora podporucznika (niem. Korvettenkapitän) i został komendantem arsenału w bazie marynarki w Poli. W latach 1876–1878 prowadził szkolenia artyleryjskie na okręcie SMS „Adria”. W 1879 roku, po awansie na komandora porucznika (niem. Fregattenkapitän), tymczasowo objął stanowisko refernta w biurze komendanta portu wojennego, a następnie otzrymał stanowisko dowódcą korwety SMS „Minerva”, na którym pozostał do 1884 roku. W tym samym roku został przydzielony do Biura Opisu Wybrzeża w Trieście oraz awansował na komandora (niem. Linienschiffskapitän), pełniąc jednocześnie obowiązki komendanta korpusu marynarzy. W 1886 roku mianowany szefem I Wydziału Departamentu Marynarki w Ministerstwie Wojny oraz Komendantem Portu Wojennego w Poli (niem. Hafen-Admiralat zu Pola). W 1890 roku, jako dowódca eskadry, dowodził manewrami na morzu Pułnocnym i Bałtyckim. W 1895 roku został nobilitowany przez cesarza Franciszka Józefa. Przewodził również jednostkom austro-węgierskim uczestniczącym w blokadzie morskiej Krety na przełomie 1897 i 1898 roku. Po zakończeniu operacji, 19 kwietnia 1898 roku, został awansowany na stopień wiceadmirała (niem. Vizeadmiral). W 1901 roku przeszedł w stan spoczynku w stopniu admirała.

## Odznaczenia
Odznaczenia adm. von Hinke to między innymi:
- Kawaler Orderu Korony Żelaznej II klasy
- Krzyż Zasługi Wojskowej
- Medal Zasługi Wojskowej na czerwonej wstędze
- Medal Wojenny
- Medal Pamiątkowy Kampanii przeciwko Danii 1864
- Medal Jubileuszowy Pamiątkowy dla Sił Zbrojnych i Żandarmerii
- Odznaka za Służbę Wojskową II klasy
- Order Świętej Anny I klasy (Imperium Rosyjskie)
- Order Królewski Korony I klasy (Prusy)
- Order Orła Czerwonego II klasy z gwiazdą (Prusy)
- Kawaler Krzyża Wielkiego Orderu Korony Włoch (Włochy)
- Order Medżydów I klasy (Imperium Osmańskie)
- Wielki Oficer Orderu Korony Rumunii (Rumunia)
- Komandor I klasy Orderu Miecza (Szwecja)
- Krzyż Wielki Orderu Avis (Portugalia)
- Komandor Orderu Danebroga z gwiazdą (Dania)
- Komandor Orderu Sławy (Tunezja)
- Komandor Orderu Zbawiciela (Grecja)
- Oficer Orderu Franciszka I (Sycylia)